# Coppa Placci 2003
La Coppa Placci 2003, cinquantatreesima edizione della corsa, si svolse il 6 settembre 2003 su un percorso di 199,9 km. La vittoria fu appannaggio dell'italiano Danilo Di Luca, che completò il percorso in 4h58'32", precedendo il connazionale Davide Rebellin e lo svizzero Oscar Camenzind.
I corridori che presero il via da Imola furono 163, mentre coloro che tagliarono il traguardo di San Marino furono 49.

## Ordine d'arrivo (Top 10)
| Pos. | Corridore            | Squadra        | Tempo    |
| ---- | -------------------- | -------------- | -------- |
| 1    | Danilo Di Luca       | Saeco          | 4h58'32" |
| 2    | Davide Rebellin      | Gerolsteiner   | s.t.     |
| 3    | Oscar Camenzind      | Phonak         | s.t.     |
| 4    | Marcus Zberg         | Gerolsteiner   | s.t.     |
| 5    | Francesco Casagrande | Lampre         | s.t.     |
| 6    | Ivan Basso           | Fassa Bortolo  | s.t.     |
| 7    | Fabian Wegmann       | Gerolsteiner   | a 40"    |
| 8    | Michele Bartoli      | Fassa Bortolo  | s.t      |
| 9    | Mirko Celestino      | Saeco          | s.t.     |
| 10   | Paolo Bossoni        | Vini Caldirola | s.t.     |